# Janusz Tandecki
Janusz Stefan Tandecki (ur. 2 września 1950 w Miastku) – polski historyk, specjalizujący się w archiwistyce, historii średniowiecza i naukach pomocniczych historii.

## Życiorys
W 1974 roku ukończył studia historyczne na Uniwersytecie Mikołaja Kopernika. W latach 1975–1988 pracował w Archiwum państwowym w Toruniu, a od 1988 do 1992 roku w Pomorskiej Pracowni Instytutu Sztuki PAN. W 1982 roku uzyskał stopień doktora. Tematem rozprawy doktorskiej była Organizacja i funkcjonowanie oraz działalność aktotwórcza cechów toruńskich w okresie staropolskim, a promotorem Antoni Czacharowski. Stopień doktora habilitowanego nauk humanistycznych w zakresie historii uzyskał w 1991 roku, na podstawie rozprawy Średniowieczne księgi wielkich miast pruskich jako źródła historyczne i zabytki kultury mieszczańskiej. W latach 1992–1994 pracował w Wyższej Szkole Pedagogicznej w Bydgoszczy. 
Od 1994 roku jest pracownikiem naukowym Instytutu Historii i Archiwistyki Uniwersytetu Mikołaja Kopernika, gdzie kieruje Zakładem Źródłoznawstwa i Edytorstwa. W 1999 roku otrzymał tytuł profesora nauk humanistycznych. W latach 2000–2003 był dyrektorem Instytutu Historii i Archiwistyki.
W 2012 został członkiem Komitetu Nauk Historycznych PAN.
Pełni funkcję sekretarza generalnego Towarzystwa Naukowego w Toruniu.

## Odznaczenia
W 2004 odznaczony Złotym Krzyżem Zasługi, a w 2009 Krzyżem Kawalerskim Orderu Odrodzenia Polski.

## Wybrane publikacje
- Cechy rzemieślnicze w Toruniu i Chełmnie: zarys dziejów (1983), Toruń, TTK Seria Biblioteczka Toruńska[3].
- Kancelarie toruńskich korporacji rzemieślniczych w okresie staropolskim (1987, Warszawa, Państwowe Wydawnictwo Naukowe, ISBN 83-01-07512-0)
- Średniowieczne księgi wielkich miast pruskich jako źródła historyczne i zabytki kultury mieszczańskiej: organizacja władz, zachowane archiwalia, działalność kancelarii (1990, Warszawa; Toruń, IS.PAN, ISBN 83-00-03285-1)
- Cechy rzemieślnicze w Brodnicy: zarys dziejów na tle porównawczym (1997, ISBN 83-900694-7-4)
- Prawa i przywileje Starego i Nowego Miasta Elbląga w średniowieczu (1998, Gdańsk, Marpress wraz z Zenonem Hubertem Nowakiem, ISBN 83-87291-42-0)
- Struktury administracyjne i społeczne oraz formy życia w wielkich miastach Prus Krzyżackich i Królewskich w średniowieczu i na progu czasów nowożytnych (2001, Toruń, Wydaw. Uniwersytetu Mikołaja Kopernika, ISBN 83-231-1279-7)
- Szkice z dziejów Torunia i Prus w średniowieczu i na progu czasów nowożytnych (2008, ISBN 978-83-7611-210-7)